# Koppa, Maddur
Koppa là một làng thuộc tehsil Maddur, huyện Mandya, bang Karnataka, Ấn Độ.